# دادرسی عادلانه
در حقوق بین‌الملل، دادرسی عادلانه محاکمه ای است که «به‌طور عادلانه، منصفانه و با نظم رویه ای توسط یک قاضی بی‌طرف انجام شود». حقوق مختلف مرتبط با دادرسی عادلانه به صراحت در ماده ۱۰ اعلامیه جهانی حقوق بشر، ششمین متمم قانون اساسی ایالات متحده آمریکا و ماده ۶ کنوانسیون اروپایی حقوق بشر و همچنین قوانین اساسی و اعلامیه‌های متعدد دیگر در سراسر جهان اعلام شده‌است. هیچ قانون بین‌المللی الزام‌آوری وجود ندارد که محاکمه و دادرسی عادلانه را تعریف کند. برای مثال، حق محاکمه هیئت منصفه و سایر رویه‌های مهم از کشوری به کشور دیگر متفاوت است.با این حال اعلامیه جهانی حقوق بشر بیان داشته : هر کس با مساوات کامل حق دارد از یک دادگاه مستقل و بی‌طرف رسیدگی عادلانه و علنی برای تعیین حقوق و تکالیف او و هرگونه اتهام جنایی علیه او داشته باشد. 
طبق ماده 6 میثاق حقوق بشر حقوق بشر ، حق دادرسی عادلانه به این معناست که متهم و عموم مردم باید بتوانند حکم را درک کنند. 
مراحل بازجویی و بازپرسی قبل از محاکمه باید طی شود.